# Consul divisus
Consul divisus är en fjärilsart som beskrevs av Butler 1873. Consul divisus ingår i släktet Consul och familjen praktfjärilar. Inga underarter finns listade i Catalogue of Life.